# Emmanuel Issoze Ngondet
Franck Emmanuel Issoze Ngondet, né le 2 avril 1961 à Makokou et mort le 11 juin 2020 à Libreville, est un diplomate et homme d'État gabonais. 
Après plusieurs fonctions ministérielles, il est nommé le 28 septembre 2016 Premier ministre du Gabon, poste qu'il conserve jusqu'au 12 janvier 2019.

## Biographie
En 2009, Emmanuel Issoze Ngondet entre au gouvernement en tant que ministre de l'Énergie, des Ressources hydrauliques et des Nouvelles énergies puis Ministre des Relations avec le Parlement et les Institutions constitutionnelles. En 2011, il devient ministre du Budget, des Comptes publics et de la Fonction publique, chargé de la réforme de l'État et, à partir de 2012, Ministre des Affaires étrangères, de la Francophonie et de l'Intégration régionale,,. 
Le 28 septembre 2016, il est nommé Premier ministre par le président Ali Bongo, nouvellement réélu. Le 2 octobre, il forme son gouvernement. Emmanuel Issoze Ngondet est la première personne n'appartenant pas à l'ethnie Fang à devenir Premier ministre du Gabon.
Le 30 avril 2018, après l'échec de son gouvernement d'organiser les élections législatives gabonaises de 2018, la Cour constitutionnelle lui ordonne de démissionner, dissout l'Assemblée nationale et confie le pouvoir législatif au Sénat jusqu'à l'organisation des législatives. Le 3 mai 2018, il est reconduit dans ses fonctions et est chargé de former un nouveau gouvernement. Les élections se déroulent finalement en octobre ; il est réélu à son poste de député.
Il est remplacé par Julien Nkoghe Bekalé le 12 janvier 2019. Il est nommé en retour médiateur de la République, ce qu'il refuse.
Hospitalisé à Libreville pour une crise d'asthme, Emmanuel Issoze Ngondet meurt le 11 juin 2020.